# Coenosia longiquadrata
Coenosia longiquadrata är en tvåvingeart som beskrevs av Xue och Wang 1992. Coenosia longiquadrata ingår i släktet Coenosia och familjen husflugor.
Artens utbredningsområde är Shanxi (Kina). Inga underarter finns listade i Catalogue of Life.